# (1936) Lugano
(1936) Lugano (1973 WD) – planetoida z pasa głównego asteroid okrążająca Słońce w ciągu 4,38 lat w średniej odległości 2,67 j.a. Odkryta 24 listopada 1973 roku.